# Nicolò Sebregondi
Nicolò Sebregondi (někdy též Sebregundi, * 1585, Sondrio – 1652, Mantova) byl italský architekt a malíř působící v 17. století také v Čechách.

## Život a činnost

### V Římě
Malířskému umění se učil ve Flandrech a u architekta Giovanniho Battisty Crescenziho v Římě. Na počátku 17. století pracoval v Římě, kde v roce 1612 vypracoval a realizoval projekt na přestavbu kostela Santa Maria del Pianto. Byl také autorem průčelí paláce Crescenziů. 

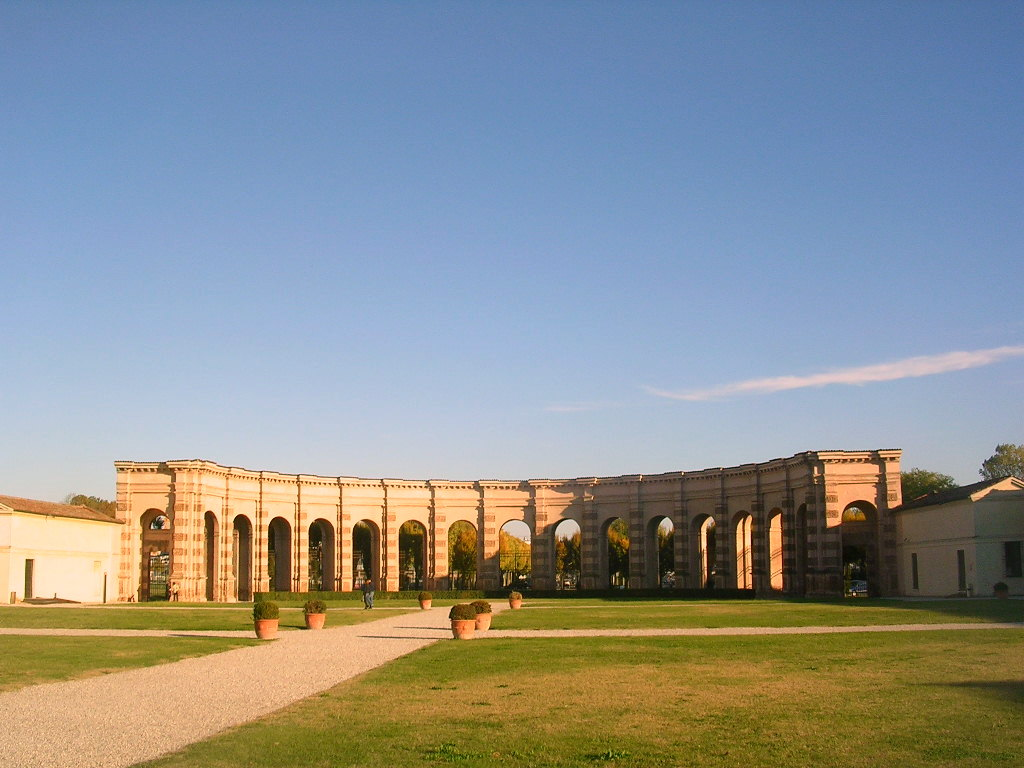
Exedra paláce Te v Mantově

Během svého pobytu v Římě se seznámil s kardinálem Ferdinandem Gonzagou. Ten, se po smrti svého bratra roku 1613, ujal vlády v Mantovském vévodství. Povolal Sebregondiho k mantovskému dvoru rodu Gonzagů. Zde na okraji města v období v letech 1613 – 1624 Sebregondi vystavěl Villu La Favorita, kam Ferdinand Gonzaga zvažoval přenesení vévodského sídla.

### V Mantově
V Mantově zahájil výstavbu průčelí paláce Valenti Gonzagů, kterou dokončil v roce 1677 vlámský architekt Frans Geffels. Sebregondi byl také autorem výstavby Fruttiere di Palazzo Te per il ricovero invernale di piante e agrumi e gli è attribuito il progetto della scenografica exedra ad emiciclo che unisce le Fruttiere all'appartamento del giardino segreto z roku 1651.
Některé další Sebregondiho stavby, jako např. Porta Cerese či 'Eremo dei Padri Camaldolesi v Bosco della Fontana v Marmirolu byly v následujících staletích zbořeny. Je mu rovněž přičítána výstavba paláce Beffa Negrini v Asole.

### V českých zemích

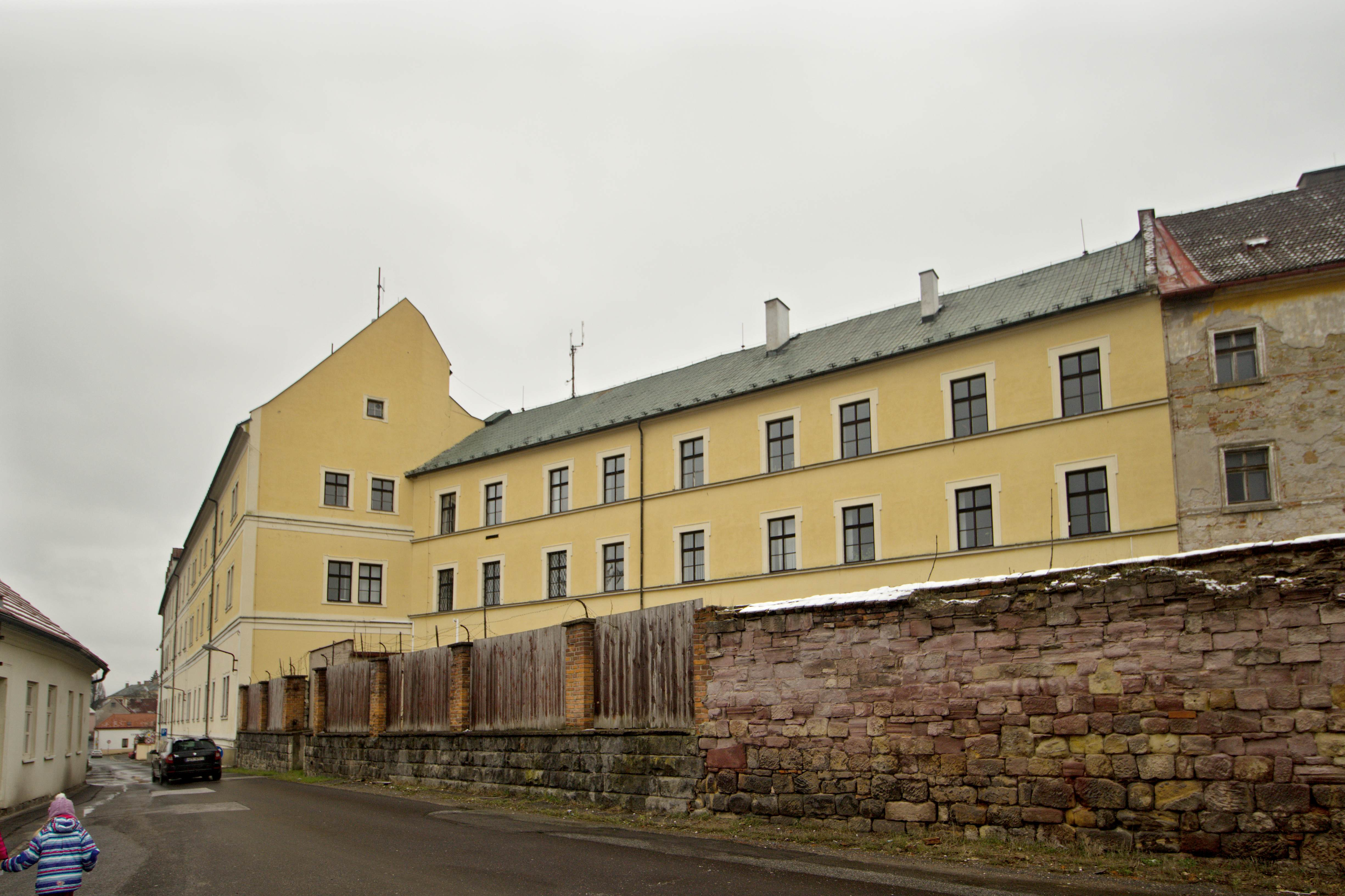
Jičín, jezuitská kolej

Služby italského architekta si objednal také český šlechtic a politik, generalissimus císařské armády, Albrecht z Valdštejna. Někdy kolem roku 1630 jej povolal do Prahy, aby se podílel na stavbě velkolepého barokního paláce na Malé Straně. Pro Valdštejna projektoval také další významné budovy, v rámci Frýdlantského vévodství, zejména v Jičíně, kde projektoval Valdštejnskou lodžii, jezuitskou kolej a kostel svatého Jakuba či kartuziánský klášter (dnešní věznice) v nedalekých Valdicích.